# مجله باختر
مجلهٔ باختر یک ماه‌نامهٔ فرهنگی و اجتماعی بود که انتشار آن از آذر ۱۳۱۲ تا مهر ۱۳۱۴ در اصفهان ادامه داشت. صاحب امتیاز این ماه‌نامه نصرالله سیف‌پور فاطمی، و مدیر یا سردبیر آن؛ تا پیش از انتشار نسخهٔ مردادماه ۱۳۱۴، امیرقلی امینی، (خود سردبیر روزنامهٔ اخگر) بوده‌است.
در سرمقالهٔ نخستین شمارهٔ این ماه‌نامه امیرقلی امینی هدف از انتشار آن را: «خدمت به توسعهٔ دایرهٔ افکار، بالا بردن سطح معرفت عمومی، کوشش در طریق تهذیب، و تربیت اخلاق هم‌وطنان، و مخصوصاً نو کردن، نو ساختن جامعهٔ ایرانی» دانسته‌است. گفتمان‌های فرهنگی، تاریخ، جغرافیا، ادبیات، بهداشت، و دشواری‌های اجتماعی روز، گزارش‌ها و گفتارهایی در بارهٔ شناساندن کتاب و نشریاتِ دیگرِ آن زمان، سرفصل‌های این ماه‌نامه بودند.
نویسندگان نوشتارهای متنوع این مجله غالباً چهره‌های شناخته‌شده از همه‌جای کشور و بیشتر از تهران و اصفهان بوده‌اند. محمد تقی بهار (ملک‌الشعرا) در کنار همکاری‌های کارشناسی و رهنمودی دیگرش، برخی از سروده‌ها و نوشته‌های تازهٔ خود را نخستین‌بار در این مجله به چاپ رسانده‌است. او در آن زمان در تبعید داخلی به سر می‌برد و در اصفهان زندگی می‌کرد. نوشته‌های او و محمد حجازی و محمدحسین استخر و صادق رضازادهٔ شفق در بارهٔ فردوسی در مجلهٔ باختر بیشتر برای نخستین‌بار بود که منتشر می‌شدند. همکاری‌های کارشناسانه بهار شامل بک سلسله نوشتار در رابطه با بررسی‌های تازه‌ای که در بارهٔ شاهنامه و سرایندهٔ آن در جریان بود، نیز هست.